# Dumbrăvioara, Mureș
Dumbrăvioara, mai demult Șaromberc, Șarombărc, Dumbrăvicioara (în dialectul săsesc Schallenbrich, în germană Scharnberg, Scharberg, Scherberg, în maghiară Sáromberke) este un sat în comuna Ernei din județul Mureș, Transilvania, România.

## Localizare
Satul este situat pe malul râului Mureș și pe drumul național DN 15 Târgu Mureș - Reghin - Piatra Neamț, la 15 km de municipiului Târgu Mureș. Este prima gară CFR de la Târgu Mureș spre Reghin.

## Istoric
Satul Dumbrăvioara este atestat documentar din anul 1319 sub numele de Sarumberg. În evul mediu era o localitate intens populată, conform unui document din 1453 era târg. Pe Harta Iosefină a Transilvaniei din 1769-1773 (Sectio 128), localitatea a apărut sub numele de „Saromberke”.
Satul din 1759 a devenit proprietatea familiei Teleki. Construcția castelului baroc a fost începută de contele Teleki Sámuel cancelarul Transilvaniei. Partea centrală cu etaj a fost adăugată de contele Teleki Sámuel (Samu), celebrul explorator al continentului african, în 1912, în stil neobaroc. Valorile ansamblului în forma de U au disparut în 1944. Ultimul proprietar a fost contele Teleki Károly.
În sat se află 3 lăcașe de cult:
- una romano-catolică construită în 1905 în stil neoroman
- una reformată construită în 1785 în stil baroc
- un schit ortodox cu hramul "Sf. Arh Mihail și Gavril" ce aparține de Mănăstirea Sf. Ilie de la Toplița.

În cimitirul vechi de pe deal se afla cavoul familiei Teleki, unde sunt înmormântați mai mulți membri de seamă ai familiei.
Satul este cunoscut și pentru colonia de berze, una din cele mai mari din țară.

## Populație
La recensământul din 1992 au fost înregistrați 1.692 de locuitori, dintre care 159 români, 1.459 maghiari și 73 țigani.

## Personalități
- contele Domokos Teleki (n. 5 septembrie 1773), înalt demnitar imperial și explorator
- György Kristóf (1878-1965), istoric literar
- László Szabédi (1907-1959), scriitor
- Elek Köblös (1887-1938), secretar general al Partidului Comunist Român (1924–1928)

Aici au fost înmormântați contele Sámuel Teleki (d. 1822), cancelar al Transilvaniei, și Sámuel Teleki (Samu), explorator al Africii.

## Monumente
- Castelul Teleky din Dumbrăvioara
- Biserica reformată din Dumbrăvioara
- Cripta Teleky Samuel.

## Imagini

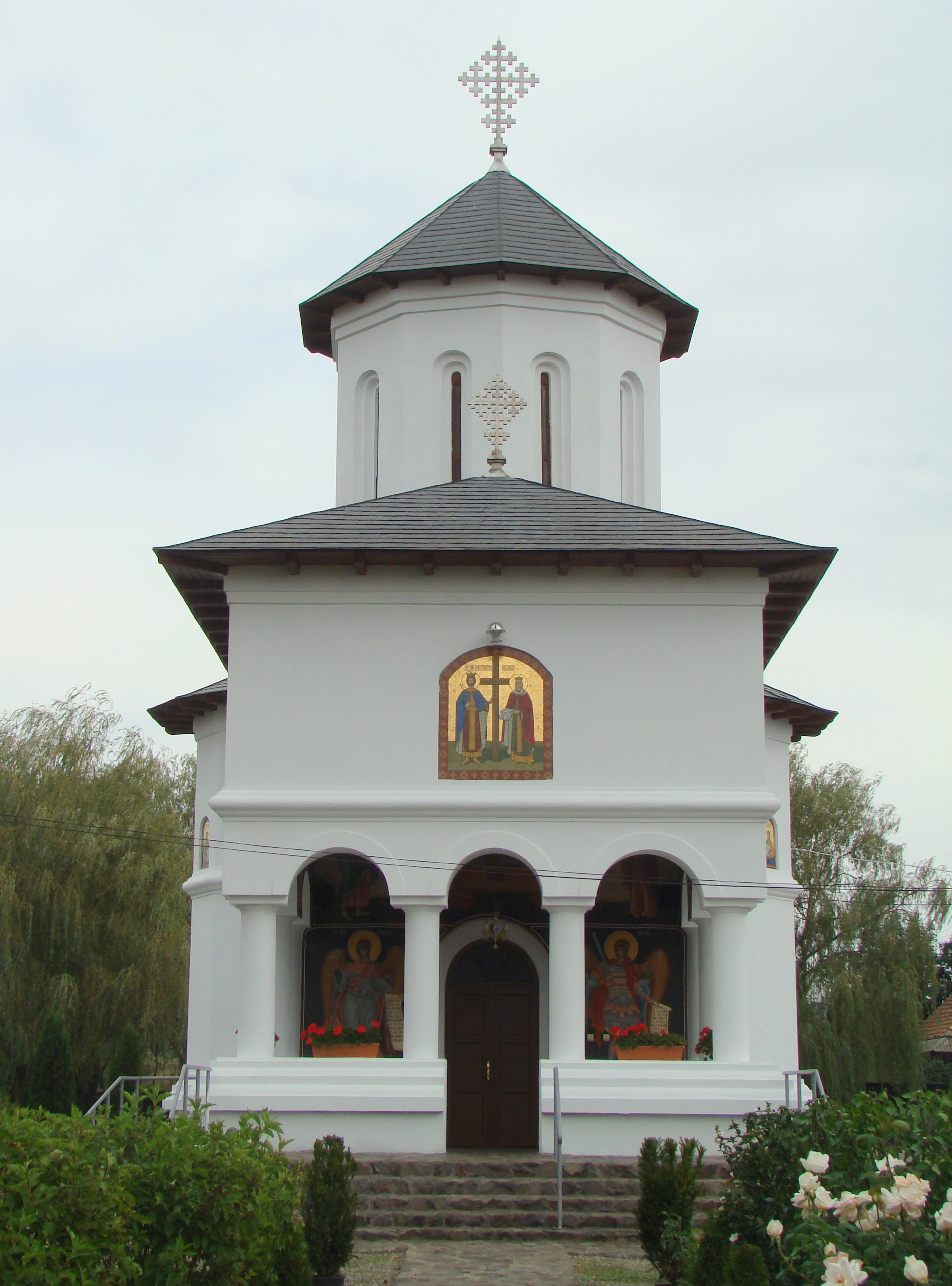
Schitul „Sfinții Arhangheli”
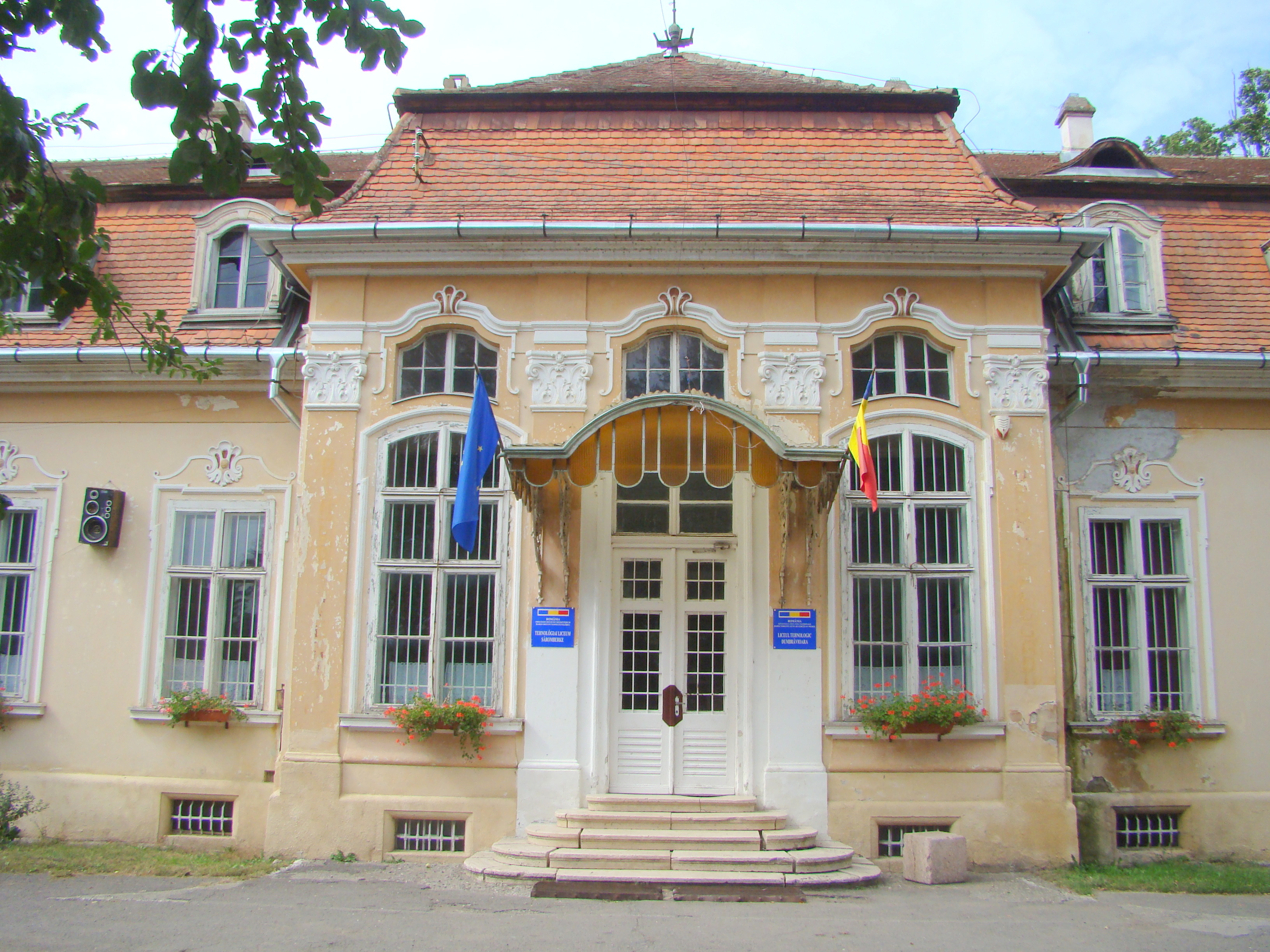
Castelul Teleki (monument istoric)
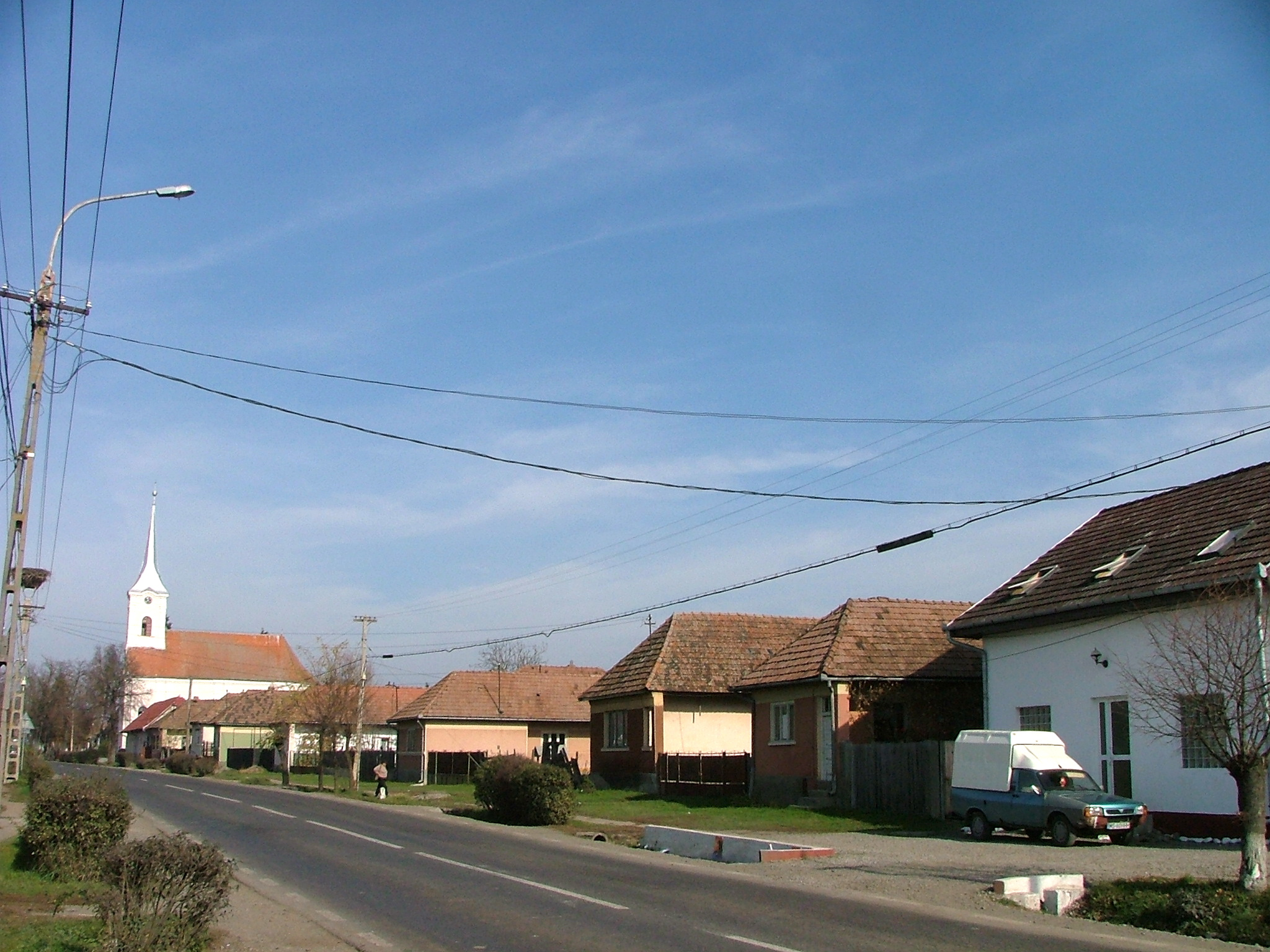
Strada principală
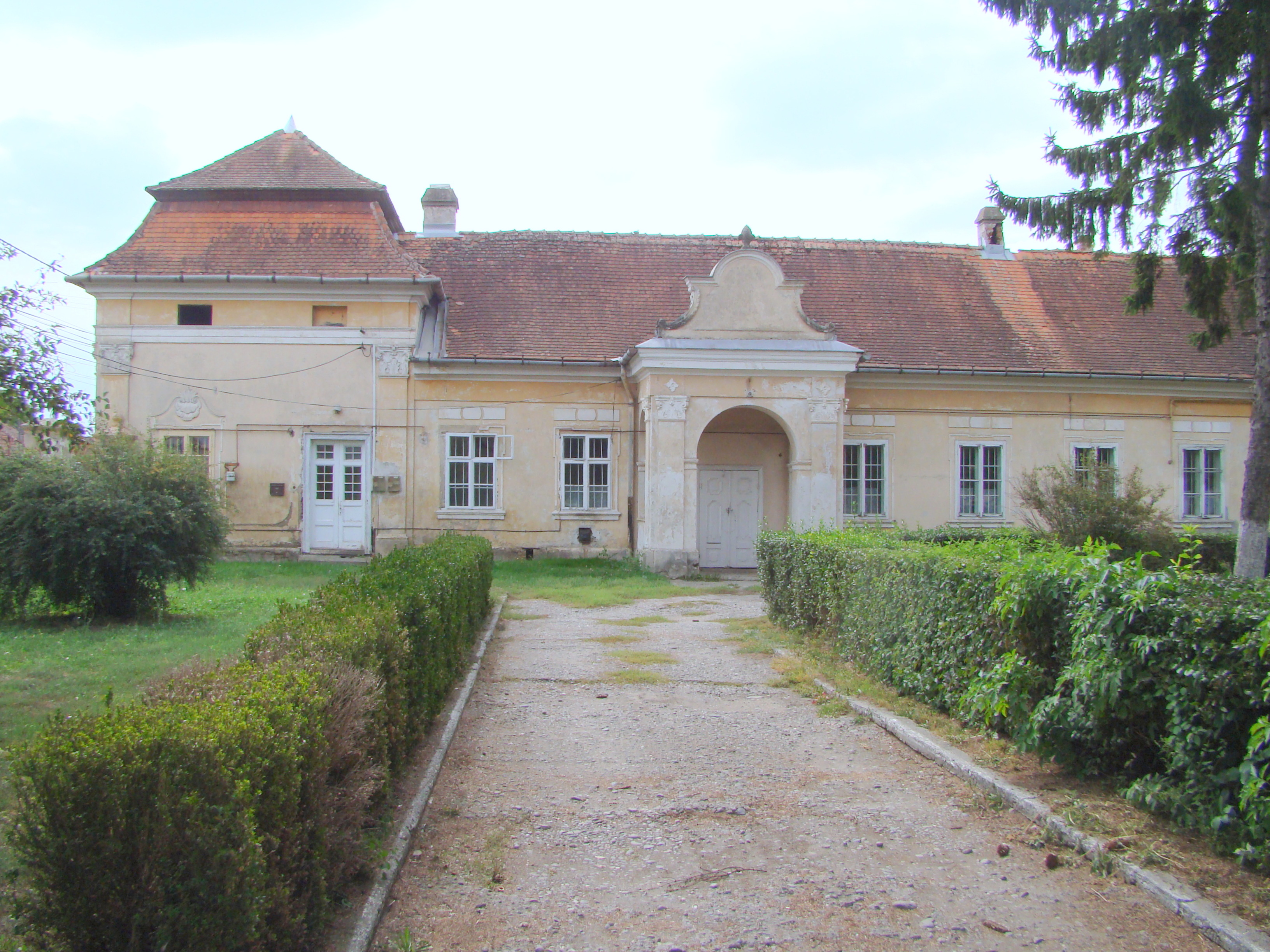
Castelul Teleki (în prezent Liceul tehnologic Dumbrăvioara)
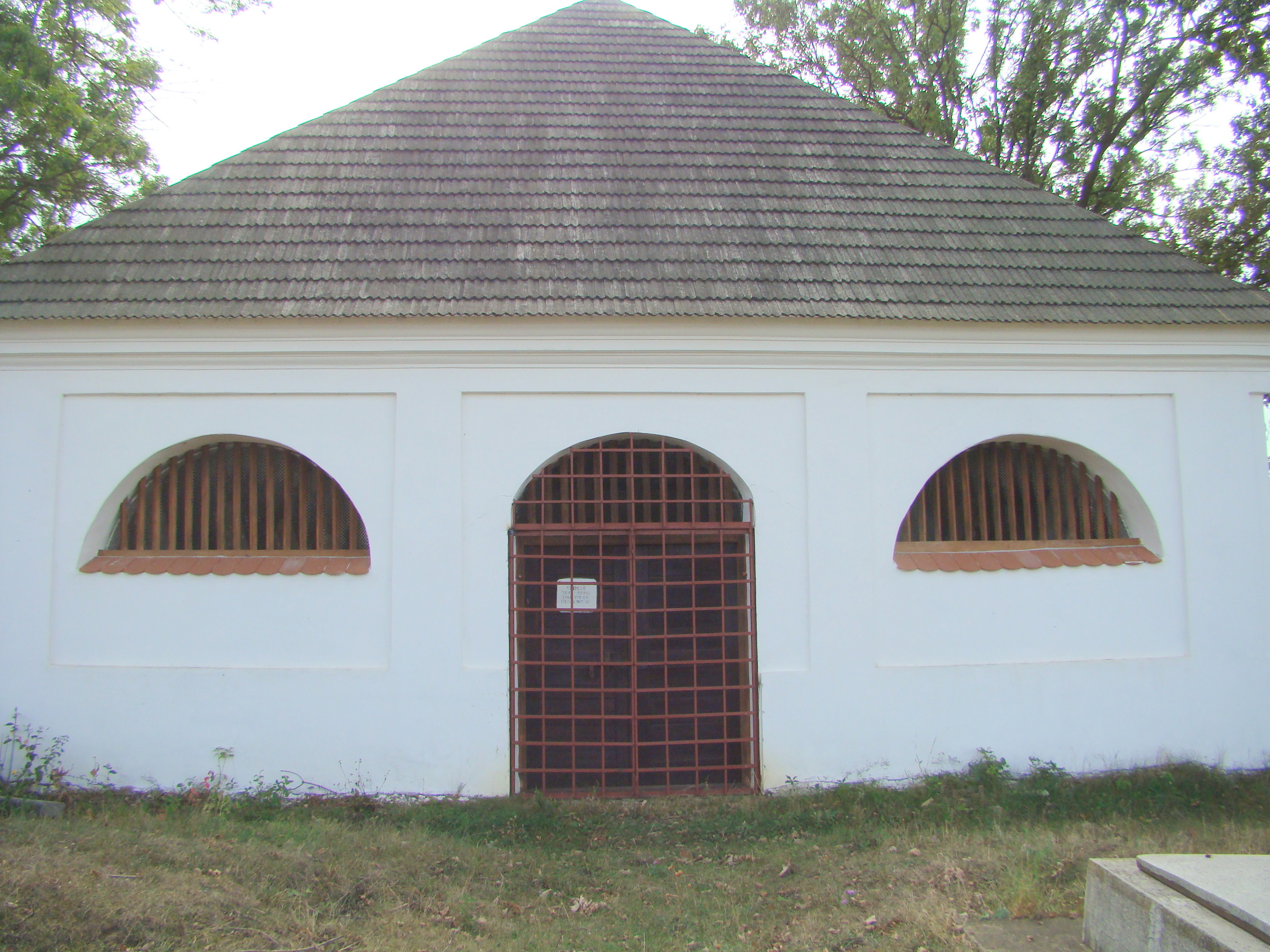
Cripta familiei nobiliare Teleki (monument istoric)
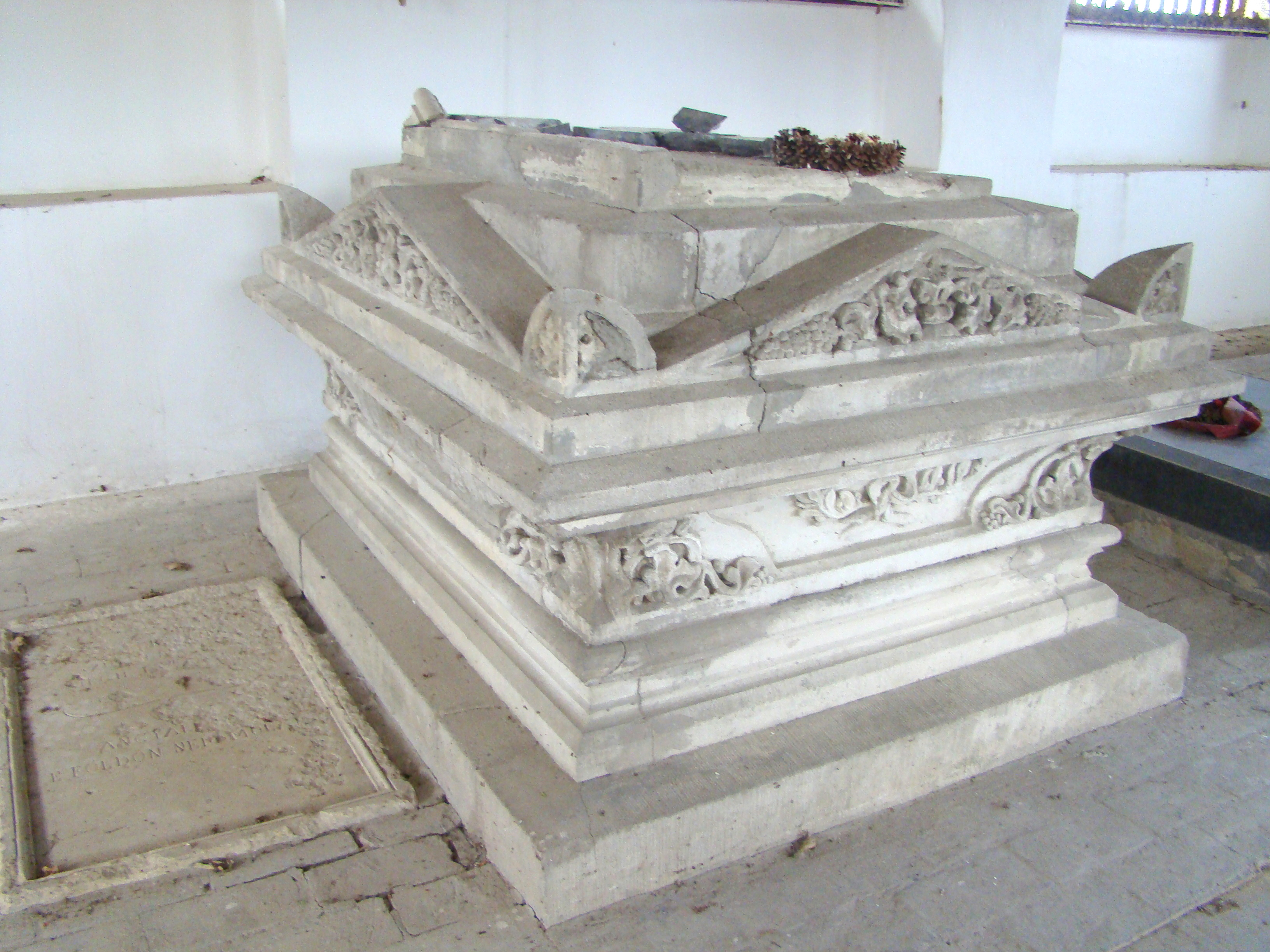
Sarcofagul ce adăposteşte osemintele contelui Teleki Sámuel, cancelarul Transilvaniei